# Igor Zubeldia
Igor Zubeldia Elorza (Azkoitia, 30 marzo 1997) è un calciatore spagnolo, difensore o centrocampista della Real Sociedad.

## Caratteristiche tecniche
È un difensore centrale che può essere schierato anche come mediano per la difesa e come centrocampista centrale, grazie alla sua utile versatilità. 

## Carriera

### Club
Cresciuto nel settore giovanile della Real Sociedad, esordisce in prima squadra il 13 maggio 2016, in occasione della partita vinta per 0-1 contro il Valencia, sostituendo all'84º Rubén Pardo.
Il 20 dicembre 2017 segna il suo primo goal nella Liga nella vittoria per 3-1 contro il Siviglia  , stabilendosi come un giocatore importante nelle rotazioni della Real Sociedad. 
Nella stagione 2019-2020 contribuisce alla vittoria della Coppa spagnola per 1-0 contro l'Athletic Bilbao.
Il 14 ottobre 2022 rinnova con la Real Sociedad fino al 30 Giugno 2027.

### Nazionale
Ha giocato nelle nazionali giovanili spagnole Under-18 ed Under-21; con quest'ultima nazionale nel 2019 ha anche vinto gli Europei di categoria.

## Statistiche

### Presenze e reti nei club
Statistiche aggiornate al 27 febbraio 2024.
| Stagione               | Squadra                | Campionato             | Campionato | Campionato | Coppe nazionali | Coppe nazionali | Coppe nazionali | Coppe continentali | Coppe continentali | Coppe continentali | Altre coppe | Altre coppe | Altre coppe | Totale | Totale |
| Stagione               | Squadra                | Comp                   | Pres       | Reti       | Comp            | Pres            | Reti            | Comp               | Pres               | Reti               | Comp        | Pres        | Reti        | Pres   | Reti   |
| ---------------------- | ---------------------- | ---------------------- | ---------- | ---------- | --------------- | --------------- | --------------- | ------------------ | ------------------ | ------------------ | ----------- | ----------- | ----------- | ------ | ------ |
| 2015-2016              | Real Sociedad B        | SDB                    | 27         | 1          | -               | -               | -               | -                  | -                  | -                  | -           | -           | -           | 27     | 1      |
| 2016-2017              | Real Sociedad B        | SDB                    | 25         | 2          | -               | -               | -               | -                  | -                  | -                  | -           | -           | -           | 25     | 2      |
| Totale Real Sociedad B | Totale Real Sociedad B | Totale Real Sociedad B | 52         | 3          |                 | -               | -               |                    | -                  | -                  |             | -           | -           | 52     | 3      |
| 2015-2016              | Real Sociedad          | PD                     | 1          | 0          | CR              | -               | -               | -                  | -                  | -                  | -           | -           | -           | 1      | 0      |
| 2016-2017              | Real Sociedad          | PD                     | 4          | 0          | CR              | 0               | 0               | -                  | -                  | -                  | -           | -           | -           | 16     | 0      |
| 2017-2018              | Real Sociedad          | PD                     | 24         | 1          | CR              | 1               | 0               | UEL                | 5                  | 0                  | -           | -           | -           | 30     | 1      |
| 2018-2019              | Real Sociedad          | PD                     | 33         | 0          | CR              | 4               | 1               |                    | -                  | -                  | -           | -           | -           | 37     | 1      |
| 2019-2020              | Real Sociedad          | PD                     | 33         | 0          | CR              | 8               | 0               |                    | -                  | -                  | -           | -           | -           | 41     | 0      |
| 2020-2021              | Real Sociedad          | PD                     | 24         | 1          | CR              | 2               | 0               | UEL                | 4                  | 0                  | SS          | 1           | 0           | 31     | 1      |
| 2021-2022              | Real Sociedad          | PD                     | 26         | 0          | CR              | 1               | 0               | UEL                | 7                  | 0                  | -           | -           | -           | 34     | 0      |
| 2022-2023              | Real Sociedad          | PD                     | 31         | 1          | CR              | 3               | 0               | UEL                | 5                  | 0                  |             | -           | -           | 39     | 1      |
| 2023-2024              | Real Sociedad          | PD                     | 24         | 0          | CR              | 5               | 0               | UCL                | 7                  | 0                  |             | -           | -           | 36     | 1      |
| Totale Real Sociedad   | Totale Real Sociedad   | Totale Real Sociedad   | 200        | 3          |                 | 25              | 1               |                    | 28                 | 0                  |             | -           | -           | 253    | 4      |
| Totale carriera        | Totale carriera        | Totale carriera        | 252        | 6          |                 | 25              | 1               |                    | 28                 | 0                  |             | -           | -           | 305    | 7      |

## Palmarès

### Club

#### Competizioni nazionali
- Coppa di Spagna: 1

Real Sociedad: 2019-2020

### Nazionale
- Campionato d'Europa Under-21: 1

2019